# عرب‌مهدی‌بی
عرب‌مهدی‌بی (به لاتین: Ərəbmehdibəy) یک منطقه مسکونی در جمهوری آذربایجان است که در شهرستان آق‌سو واقع شده‌است. عرب‌مهدی‌بی ۱۵۸۰ نفر جمعیت دارد.